# Ochna vaccinioides
Ochna vaccinioides är en tvåhjärtbladig växtart som beskrevs av John Gilbert Baker. Ochna vaccinioides ingår i släktet Ochna och familjen Ochnaceae. Inga underarter finns listade i Catalogue of Life.